# Haigh Hall
Haigh Hall est une maison de campagne historique à Haigh, Wigan, Grand Manchester. Construite entre 1827 et 1840 pour James Lindsay, 7e comte de Balcarres, elle remplace un ancien manoir et est une maison de la famille Lindsay jusqu'en 1947, date à laquelle elle est vendue à Wigan Corporation. La maison est inscrite sur la liste du patrimoine national d'Angleterre en tant que bâtiment classé Grade II * et appartient au Wigan Leisure and Culture Trust.

## Histoire
Haigh possède un manoir à pans de bois de la fin du XIIe siècle lorsque Hugh le Norreys est seigneur du manoir. Sa position facilement défendable est à proximité immédiate du site surélevé de Haigh Hall. Les premiers habitants enregistrés sont les Norreys, qui y vivent en 1193. Entre 1220 et 1230, le manoir fait partie du Fief de Marsey et est vendu au comte de Chester. La maison abrite les Bradshaigh de 1298 à 1780 lorsque Elizabeth Dalrymple, petite nièce de Roger Bradshaigh, hérite du domaine à la suite de l'extinction de la lignée masculine dans sa famille maternelle. Elle épouse Alexander Lindsay, 6e comte de Balcarres en 1787 et Haigh Hall devient le siège des comtes de Balcarres et, après 1848, des comtes de Crawford et Balcarres, pendant plusieurs générations. Les fortunes Bradshaigh et Lindsay sont faites sur le charbon sous le domaine, extraits avant 1536. Les Lindsay fondent la Wigan Coal and Iron Company, qui devient la plus grande entreprise de ce type sur le champ houiller du Lancashire.
La maison actuelle est construite entre 1827 et 1840 par James Lindsay, 7e comte de Balcarres, sur le site de l'ancien manoir. Il conçoit et supervise la construction de la maison tout en vivant dans un cottage dans le parc. Le grès dur pour le parement est amené par canal depuis les carrières de Parbold et taillé sur place à l'aide de scies à vapeur spécialement conçues par le comte. Les travaux commencent en 1827 sur l'aile nord-est, et un an plus tard sur l'aile sud-ouest, qui est achevée en 1832. La façade d'entrée remplace le bâtiment en brique des années 1720 qui est utilisé jusqu'à ce que la nouvelle aile sud-est soit commencée en 1836. Il est possible que le bâtiment du XVIIIe siècle ait été refait plutôt qu'entièrement reconstruit. Le porche est ajouté en 1844 dans une pierre différente car la pierre de Parbold n'était plus disponible. La plantation d'arbres étendue a lieu sur le domaine pour protéger la maison des houillères du comte. La maison est redécorée en 1873 au coût de 80 000 £ pour une visite du prince de Galles.
Pendant les Première et Seconde Guerres mondiales, la maison est utilisée pour prodiguer des soins aux soldats blessés. David Lindsay (28e comte de Crawford) vend la maison et les terrains à Wigan Corporation en 1947 pour 18 000 £ et déménage dans la maison d'origine de la famille à Balcarres House à Fife.
La maison appartient à Wigan Leisure and Culture Trust. En mai 2016, le conseil conclut un partenariat avec Contessa Hotels et 6 millions de livres sterling sont dépensés pour convertir la maison en hôtel et spa. En 2019, cependant, le conseil de Wigan prend la décision de résilier le bail avec Contessa Hotels après que l'entreprise n'ait pas honoré ses obligations,,.

## Architecture
La maison de trois étages a un plan carré autour d'un puits de lumière central et est construite en briques revêtues de pierre de taille de grès. La façade d'entrée sud-est est symétrique et comporte 11 travées dont quatre en saillie. La façade est surmontée d'une corniche et d'un parapet. Au rez-de-chaussée se trouvent une porte centrale à demi-vitrage et 10 hautes fenêtres à battants, conçues par le comte, qui s'ouvrent de l'intérieur et ont un petit châssis supérieur. Le premier étage a huit grandes fenêtres à guillotine à 15 carreaux et au-dessus du porche, deux fenêtres à guillotine plus courtes à neuf carreaux et un battant central, tandis que le deuxième étage a 11 fenêtres à guillotine à neuf carreaux. Au-dessus de la porte et des fenêtres adjacentes se trouve un porche toscan avec des colonnes jumelées à chaque extrémité et des colonnes de chaque côté de la porte. La façade sud-ouest du jardin comporte sept travées avec un balcon ornemental en fonte au niveau du premier étage. Toute la ferronnerie de la maison est coulée sur le domaine de la fonderie Haigh. Les première, cinquième et septième travées inclinées ont une hauteur de trois étages avec des fenêtres à battants correspondant au rez-de-chaussée de l'entrée principale. L'aile de service nord-est comporte huit baies avec des baies inclinées de trois étages à chaque extrémité. Il y a deux entrées de service avec des têtes rondes et des impostes avec des croisillons. L'arrière de la maison a 10 baies avec des fenêtres à battants au rez-de-chaussée et des fenêtres à guillotine aux étages supérieurs.
L'intérieur est richement décoré, notamment les plafonds. Le hall d'entrée présente un plafond à caissons et une frise de palmettes et deux cheminées en marbre noir. Le hall d'escalier est voûté en voile avec une lumière centrale et l'escalier a une balustrade en fonte. La bibliothèque du premier étage a un plafond décoré. Au fur et à mesure que les collections du comte s'étoffaient, la bibliothèque s'empare de plusieurs pièces, dont la salle à manger, qui est déplacée dans le hall d'entrée.
La maison était chauffée par l'air chaud canalisé à travers des grilles en laiton dans les plinthes à partir de sept poêles au sous-sol. L'éclairage se faisait au moyen de bougies, d'huile, de naphta distillé à partir de charbon, de paraffine et enfin d'électricité. Wigan Corporation dispose d'une alimentation en gaz qui est utilisée pour la cuisson à la fin du 19e siècle.
Des pavillons d'entrée sont construits autour des limites du domaine et un pavillon d'entrée est construit sur Wigan Lane vers 1840. Une écurie en brique rouge avec garniture en brique jaune et tour à l'italienne avec un toit pyramidal est construite au nord de la maison en 1865 .
La maison est inscrite sur la liste du patrimoine national d'Angleterre en tant que bâtiment classé Grade II * depuis le 19 novembre 1951.

## Bibliothèque Lindesiana

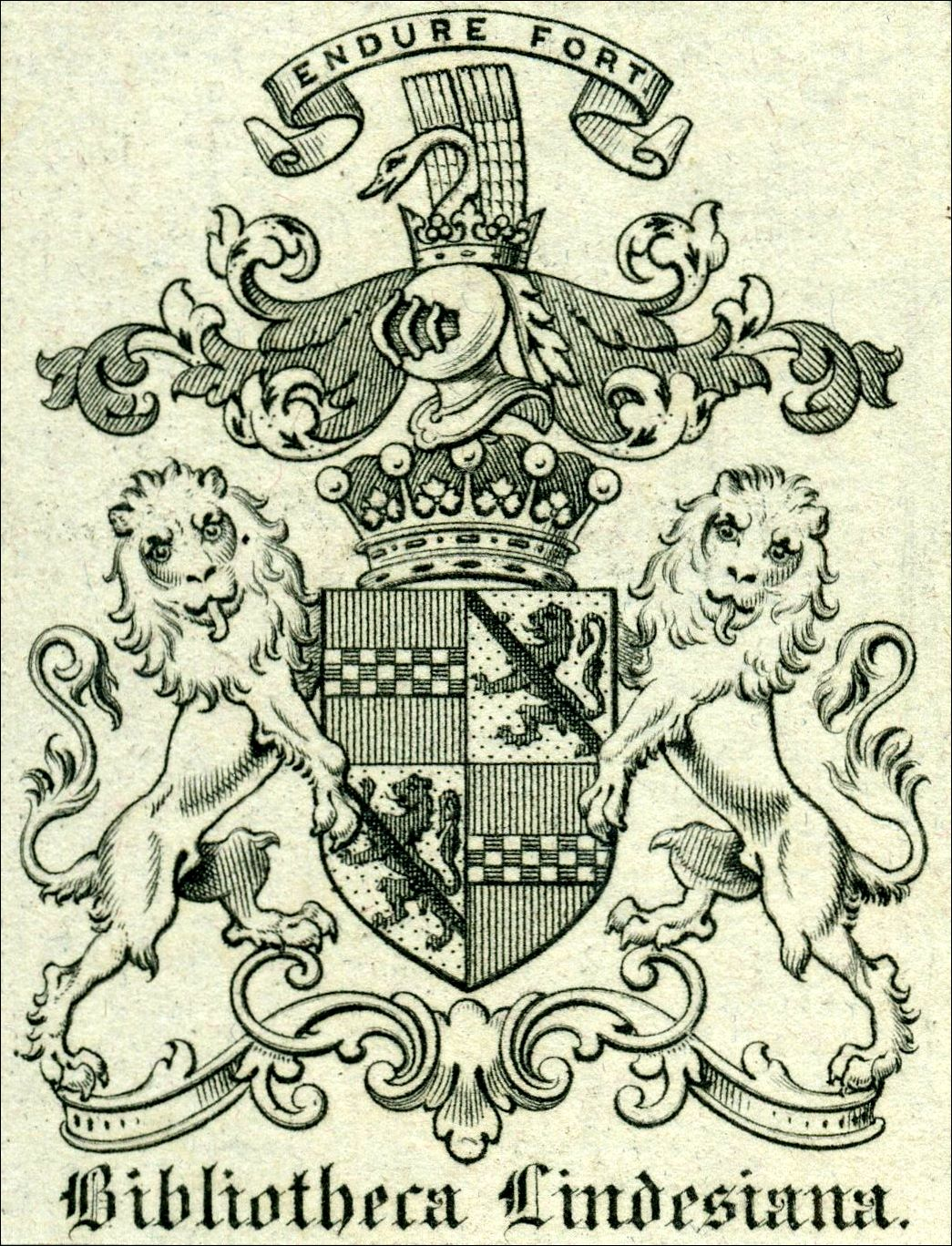
Une plaque de livre de la Bibliotheca Lindesiana.

Au premier étage de la maison se trouve la bibliothèque de la famille Lindsay, la Bibliotheca Lindesiana, dont les origines pourraient remonter à la fin du XVIe siècle à Balcarres à Fife. Alexander Lindsay (25e comte de Crawford) (1812–1880) a considérablement élargi la collection qui comprend une Bible de Gutenberg. Son fils, James Lindsay, 26e comte de Crawford, en collaboration avec son père, agrandit la bibliothèque et continue à le faire après avoir hérité des titres afin qu'elle devienne l'une des plus grandes collections privées de Grande-Bretagne. En 1901, il vend la collection de manuscrits (notamment des livres imprimés chinois et japonais) de la bibliothèque à Enriqueta Augustina Rylands pour la bibliothèque John Rylands. La Bible de Gutenberg fait partie de la collection du Harry Ransom Center de l'Université du Texas à Austin. La vaste collection de littérature philatélique du comte, la bibliothèque Crawford, fait désormais partie des collections philatéliques de la British Library.

## Jardins

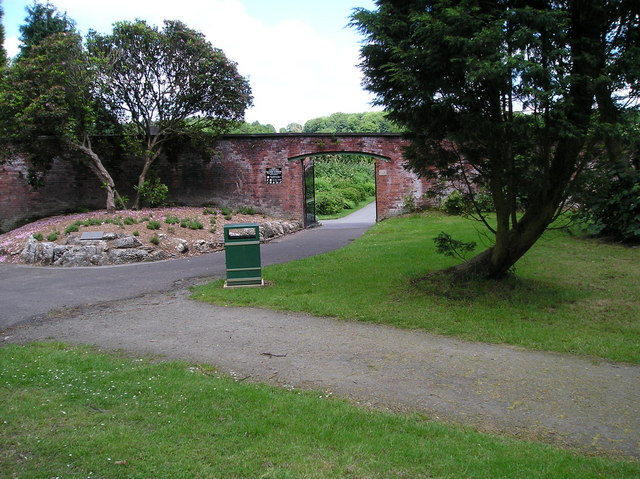
L'entrée du jardin clos

Les jardins à la française établis dans l'ancien manoir au début du XVIIIe siècle sont illustrés dans des gravures de Knyff et Kip en 1707. Une peinture de 1750 attribuée à Joseph Highmore montre des modifications à l'aménagement, notamment un "accroche-regard gothique", "l'Observatoire" entièrement en cannel sur la crête de la colline à l'est. Des terrasses, dont un parterre avec des divisions géométriques s'étendant vers l'extérieur de la salle à flanc de colline au sud et à l'ouest, sont balayées par l'aménagement paysager du XIXe siècle réalisé par le 8e comte. Aujourd'hui, la maison dispose d'un jardin clos et de promenades boisées dans les plantations qui font partie de l'aménagement paysager et de la plantation d'arbres à grande échelle du milieu du XIXe siècle. Des sentiers sont aménagés dans les plantations pour fournir du travail pendant la famine de coton des années 1860. Les plantations sont essentiellement de hêtres, mais avec une proportion de chênes, de marronniers d'Inde, de sycomores, de frênes et de tilleuls. On y trouve le châtaignier, le pin sylvestre, le noisetier, l'if et le houx. Le parc possède la plus grande zone boisée du Grand Manchester.
À l'intérieur et autour du parc et des terrains de plaisance classés Grade II se trouvent plusieurs structures historiques classées. Sur Wigan Lane se trouvent une paire de loges carrées en pierre de taille et un arc d'entrée en plein cintre de style classique probablement construites en 1840. Les loges sont de plain-pied avec des toits pyramidaux. L'arc de la passerelle a des portes en fonte ornementales et un support de lampe suspendue suspendu à l'arc. Un autre pavillon en pierre avec un toit en croupe sur Hall Lane à l'ouest du canal date d'environ 1830.
Un pont ferroviaire avec une balustrade en fonte de 1883 à 1884 sur la Whelley Loop Line qui traverse le domaine dans une coupe est classé Grade II, tout comme le pont sur l'entrée du bassin du canal sur le canal de Leeds et Liverpool.

## Parc national de Haigh

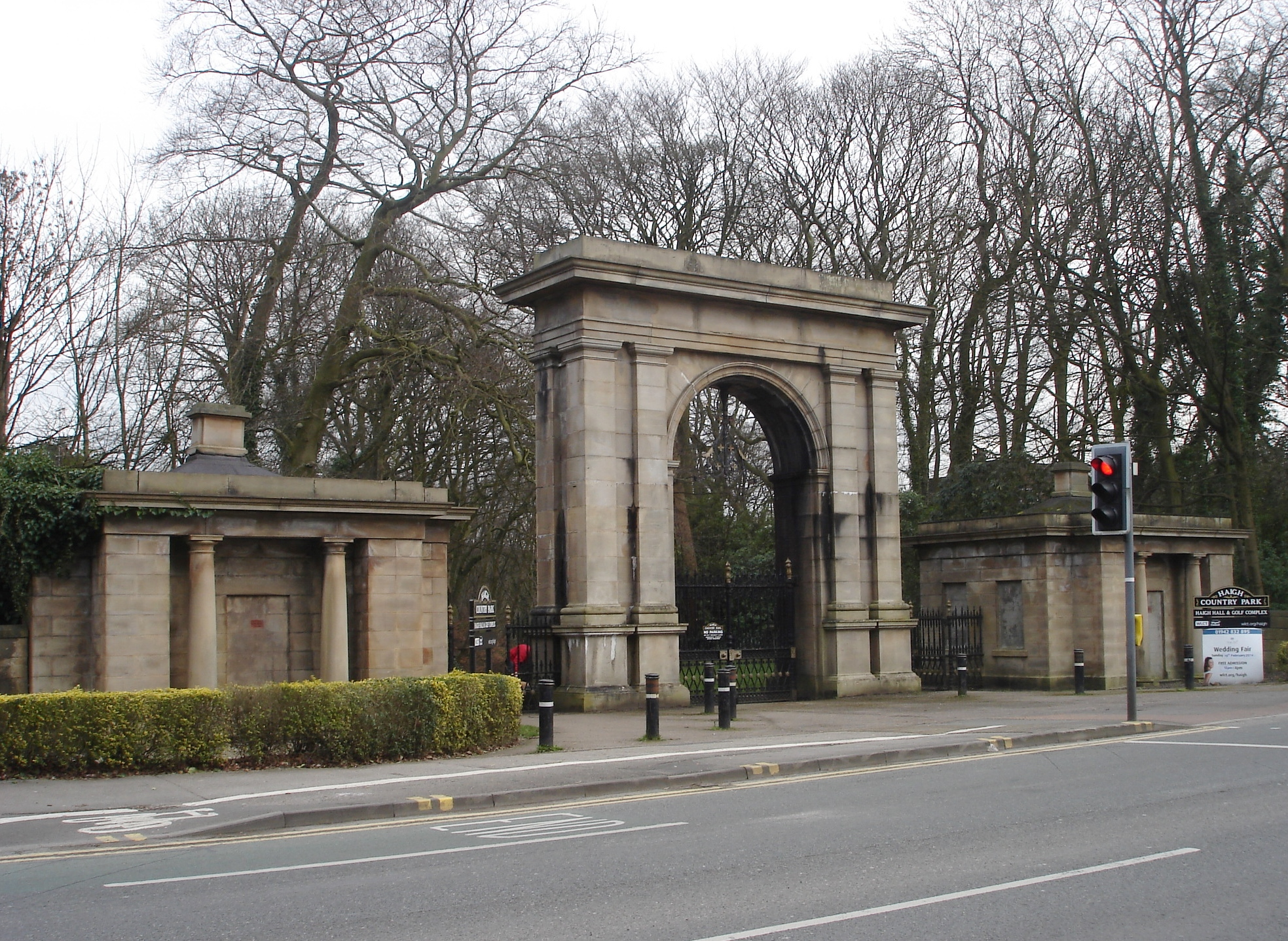
Portes d'entrée et pavillons de Haigh Country Park

Le parc entourant la maison forme maintenant le Haigh Country Park et le Haigh Hall Golf Club. Même si dans les années 1790, le parc couvrait une superficie de 500 acres (202,342821 ha), la superficie actuelle est d'environ 250 acres (101,1714105 ha).
Le Great Haigh Sough, un tunnel de 1 120 yards ( Unité «  » inconnue du modèle {{Conversion}}.) pour drainer les mines de charbon peu profondes, est creusé sous le domaine entre 1653 et 1670 par Sir Roger Bradshaigh. Le domaine est traversé par la partie sud du canal de Lancaster, qui fait maintenant partie du canal de Leeds et Liverpool, en 1799. Le canal est traversé par plusieurs ponts à l'intérieur du parc . Le domaine est délimité à l'ouest par la rivière Douglas et à l'est, la limite est New Road.